# 大嶽丸

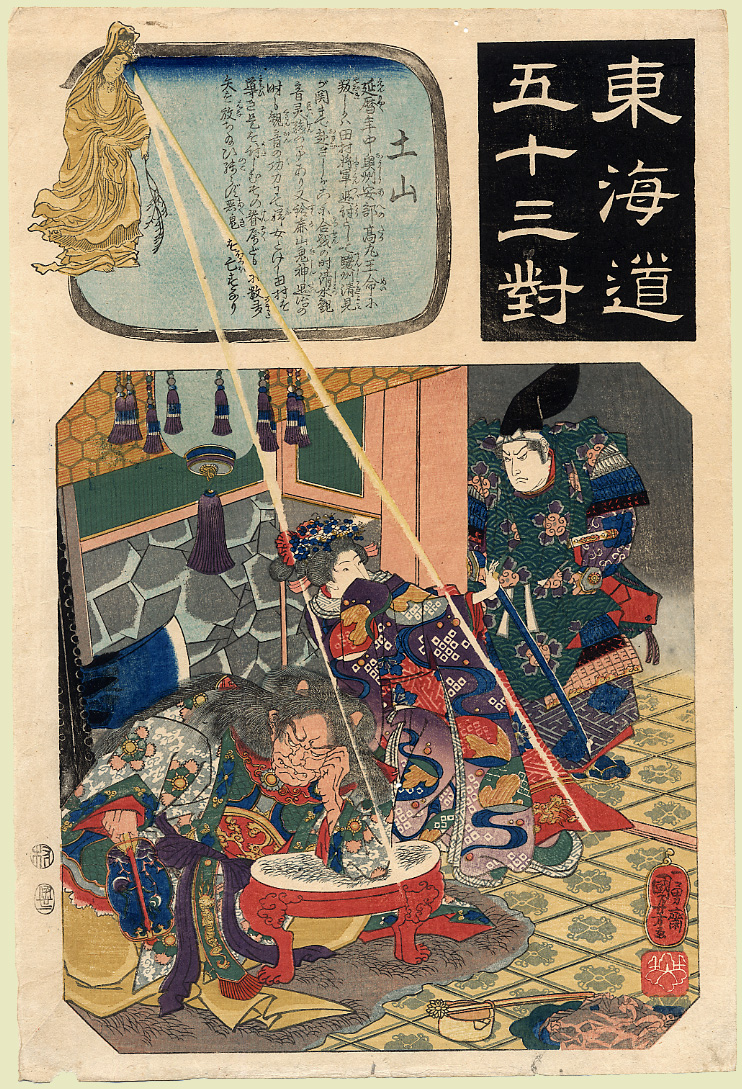
歌川国芳画『東海道五十三対 土山』 左より鈴鹿山の鬼神、鈴鹿御前、坂上田村麻呂

大嶽丸（おおたけまる）は、伊勢国と近江国の国境にある鈴鹿山に住んでいたと伝わる鬼神。文献によっては鬼神魔王、大だけ丸、大竹丸などとも記される。山を黒雲で覆って暴風雨や雷鳴、火の雨など神通力を操ったという。大嶽丸の伝説は平安時代初期に起こった政変「薬子の変」が伝説化したものと考えられている。

## 歴史

### 薬子の変と鈴鹿山の賊徒の執心
平安時代初期の大同5年9月6日（ユリウス暦810年10月7日）、平城上皇が平安京を廃して平城京に遷都する詔勅を発したことで薬子の変が起こった。ひとまず詔勅に従った嵯峨天皇は坂上田村麻呂ら造宮使に任命するが、9月10日（10月11日）には三関に固関使を派遣、藤原仲成を捕らえて右兵衛府に監禁の上で佐渡権守に左遷し、藤原薬子の官位を剥奪して罪を鳴らす詔を発すると、造宮使の田村麻呂を大納言に昇任させる。このとき近江国へは小野岑守とともに田村麻呂の次男・坂上広野が派遣されている。9月11日（10月12日）早朝に上皇が薬子とともに東国に向けて平城京を発つ。田村麻呂は美濃道より上皇一行を迎えうつため文室綿麻呂の同行を願いて、宇治橋・山埼橋と淀市の津に兵を配置した。この夜、仲成が紀清成・住吉豊継の手により右兵衛府で射殺された。9月12日（10月13日）、上皇一行が大和国添上郡越田村（奈良県奈良市北之庄町・東九条町付近）に至ったとき、田村麻呂が指揮する兵に行く手を遮られ、上皇は平城京に戻り剃髪入道し、薬子は毒を仰いで自殺した。
一方では鎌倉時代初期（1195年頃）に成立したと推定される歴史物語『水鏡』によると、平城太上天皇が軍をおこして尚侍藤原薬子と同じ輿に乗り東国へ向かったことを大外記上毛野穎人が嵯峨天皇に申し、前日大納言に任命された坂上田村麻呂は宰相文室綿麻呂を遣わしてその道を遮り、藤原仲成を射殺したという。この頃より平城上皇の剃髪入道や薬子の自害までを中心とした薬子の変の史実と、伝説を交えた幻想的な虚構性とが錯綜しながら展開されていく。
滋賀県甲賀市土山町に鎮座する田村神社の様々な記録や先祖からの言い伝えをもとに天文10年4月17日（1541年5月12日）にまとめられたとする『近江州甲賀郡頓宮之牧土山郷正一位高座田村神社・鈴鹿神社縁本記』では次のように記されている。薬子の変に際し、坂上田村麻呂は嵯峨天皇の命で鈴鹿山に向かい藤原仲成を滅ぼしたが、田村麻呂の亡くなった弘仁2年の秋から天下に疫病が流行り、卜定によると田村麻呂が鈴鹿山で退治した賊徒の執心が祟りを成して鈴鹿山から吹き下ろす風が原因であったため、鈴鹿山の西にある二子山の峰に田村麻呂を祀る神社を建立して鈴鹿山から吹き下ろす風を防ぎ止めようとした。弘仁3年正月18日（812年3月4日）に遷宮を行い厄除神事も行ったところ疫病は治まった。神社は二子山にあったが、三度流れ着いた場所が田村麻呂が陣取った鈴鹿社の森のため弘仁13年4月8日（822年5月2日）に鈴鹿社と共に祀ったという。
田村麻呂が平城上皇の東国行きを阻止し、鈴鹿山で上皇側の藤原仲成の軍を討滅したという記事は『賀茂皇太神宮記』などにも見える。このように薬子の変において坂上田村麻呂が鈴鹿山で討った藤原仲成の怨霊が鈴鹿山の大嶽丸伝説の基となった。

### 大嶽丸説話の成立
室町時代初期の世阿弥作とも伝えられる能の演目『田村』の中に大嶽丸の伝説成立の兆しがみられる。物語の中で東国の僧に京都清水寺の縁起が語られるが、田村麻呂が黒雲鉄火をふらし数千騎に身を変じて山の如き勢州鈴鹿の悪魔（場面によっては鬼神）を千手観音の加護で鎮めたと語られる。『田村』では鈴鹿山の賊徒の執心が悪魔（鬼神）となり、清水寺の縁起や鈴鹿峠で語られてい坂上田村麻呂伝説が採り入れられたものと思われる。
室町時代中期から後期にかけて『田村』を元にしたお伽草子『鈴鹿の草子』や室町物語『田村の草子』などが成立する。『田村の草子』では、鈴鹿の鬼神大だけ丸を討ったのは藤原俊仁の子「稲瀬五郎坂上俊宗」となる。大嶽丸の名前が登場する例はこの『鈴鹿の草子（田村の草子）』より遡らないものと思われる。三代目の田村丸将軍が天女・鈴鹿御前もしくは第六天魔王の娘・立烏帽子と夫婦の契りを結び、妻となった彼女の助力によって鈴鹿山の大嶽丸という鬼神を討つ。古浄瑠璃『田村』の和泉太夫正本では田村麻呂が戦った大竹丸を「日本を覆さんが為　数千の眷属、引き具し」として鈴鹿山に天下ったとしている。
江戸時代中期には紀海音による浄瑠璃『坂上田村麻呂』が成立している。また『東海道名所図会』「巻之二」には説明書きと共に田村将軍による鈴鹿の鬼神退治の絵が描かれ、歌川国芳の『東海道五十三対』土山でも田村麻呂と鈴鹿御前による鈴鹿山の鬼神退治が描かれていることから、江戸時代の庶民にも鈴鹿山の大嶽丸は広く知られていたと考えられる。
幕末には高杉晋作が江戸遊学の前後に鈴鹿峠を通る際に漢詩で英雄（坂上田村麻呂）が賊（鬼）を挫いたのはこのあたりであろうと読んでいる。
こうしたことから現在の田村神社では、坂上田村麻呂が鈴鹿山の悪鬼を平定したとの由緒を持つ。

### 東北地方での伝承の定着
戦国時代末期の天正18年（1590年）、葛西氏・大崎氏が領有する陸奥国中部（現在の宮城県北部～岩手県南部）に勢力を拡大しようとした伊達政宗は一揆を煽動し、それに乗じて一揆を鎮圧したことで葛西・大崎13郡は政宗に与えられることになった（葛西大崎一揆）。しかし地元民の伊達氏に対する怨恨は強く、正室を田村氏出身の愛姫とする政宗は、伊達氏による領有の正当性を領内に広める目的で新領民へのプロパガンダとして、悪逆な悪路王を討つ武神としての田村麻呂を称揚する奥浄瑠璃『田村三代記』という仙台藩独自の芸能を利用した。
こうして江戸時代の東北地方にお伽草子『鈴鹿の草子』や室町物語『田村の草子』、古浄瑠璃『田村』『坂上田村丸誕生記』などが伝わると、これら物語を底本とし、旧仙台藩や北上川流域を中心に語られた達谷窟の悪路王など東北各地に残る坂上田村麻呂伝説と融合して奥浄瑠璃の代表的演目『田村三代記』が広まった。『田村の草子』などでは大嶽丸は鈴鹿山で討伐されるも黄泉還って霧山で再び討伐されるが、『田村三代記』では達谷窟、霧山、箟嶽山と転戦する物語へと改編がなされた。

## 伝説の概要
田村語りとして一般に知られている『田村の草子』によるあらすじは次のとおりである。俊仁将軍の子である「ふせり殿」と称した田村丸俊宗が退治した伊勢鈴鹿山の鬼神が大嶽丸となる。なお『田村の草子』では田村丸俊宗という名前であるが、『鈴鹿の草子』『鈴鹿物語』『田村三代記』などではそれぞれ名前が異なるため、以下田村丸で統一する。

### 田村の草子
桓武天皇の時代、伊勢国鈴鹿山に大嶽丸という鬼神が現れ、鈴鹿峠を往来する民を襲い、都への貢物を略奪した。帝は坂上田村丸に大嶽丸の討伐を命じた。田村丸は三万騎の軍を率いて鈴鹿山へと向かったが、大嶽丸は飛行自在で、悪知恵を働かせて峰の黒雲に紛れて姿を隠し、暴風雨を起こして雷電を鳴らし、火の雨を降らせて田村丸の軍を数年に渡って足止めした。
一方、鈴鹿山には鈴鹿御前という天下った天女も住んでいた。大嶽丸は鈴鹿御前の美貌に一夜の契りを交わしたいと心を悩ませ、美しい童子や公家などに変化しては夜な夜な鈴鹿御前の館へと赴くものの、そのことを神通力で見透かしていた鈴鹿御前からの返歌はなく、思いが叶うことはなかった。
大嶽丸の居場所を掴めずにいた田村丸が神仏に祈願したところ、その夜、夢の中に老人が現れて「大嶽丸を討伐するために鈴鹿御前の助力を得よ」と告げられた。田村丸は三万騎の軍を都へ帰し、一人で鈴鹿山を進むと十六歳ほどの見目麗しい女性が現れて、誘われるまま館へ入り閨で契りを交わすと、「私は鈴鹿山の鬼神を討伐する貴方を助けるために天下りました。私が謀をして大嶽丸を討ち取らせましょう」と助力を得た。この女性こそ鈴鹿御前であった。
鈴鹿御前の案内で大嶽丸が棲む鈴鹿山の鬼が城へ辿り着いたものの、鈴鹿御前から「大嶽丸は三明の剣に守護されているうちは倒せない」と告げられる。鈴鹿御前の館へ戻ると、その夜も童子に変化した大嶽丸がやってきたので、鈴鹿御前が「田村丸という将軍が私の命を狙っている。守り刀として貴方の三明の剣を預からせてほしい」とはじめて返歌すると、大嶽丸から大通連と小通連を手に入れた。顕明連は天竺にあるという。
次の夜も館へと来た大嶽丸は、そこに待ち構えていた田村丸と激戦を繰り広げる。正体を現した大嶽丸は身丈十丈の鬼神となって日月の様に光る眼で田村丸を睨み、天地を響かせ、氷の如き剣や矛を三百ばかり投げつけたが、田村丸の両脇に立つ千手観音と毘沙門天が剣や矛をすべて払い落とした。大嶽丸が数千もの鬼に分身すると田村丸が神通の鏑矢を放ち、一の矢が千の矢に、千の矢が万の矢に分裂して数千もの鬼の顔をすべて射る。大嶽丸は抵抗するものの、最後は田村丸が投げたソハヤノツルギに首を落とされた。大嶽丸の首は都へと運ばれて帝が叡覧され、田村丸は武功で賜った伊賀国で鈴鹿御前と夫婦として暮らし、娘の小りんも生まれた。
大嶽丸に続いて近江国の高丸も退治して月日が経ったころ、魂魄となって天竺へと戻った大嶽丸が顕明連の力で再び生き返り、陸奥国霧山に立て籠って日本を乱し始めた。田村丸は二百歳にもおよびたる翁から与えられた名馬に乗り陸奥へと向かった。大嶽丸は霧山に難攻不落の鬼が城を築いていたが、田村丸はかつて鈴鹿山の鬼が城を見ていたため搦め手から鬼が城へと入ることができた。そこに蝦夷が嶋から大嶽丸が戻り、天竺に魂をひとつ残していたと嘲笑うが、田村丸は大通連と小通連に顕明連も揃うと応じ、腹をたてた大嶽丸は三面鬼に命じて大石を雨のように降らせるものの田村丸に当たらず、田村丸は神通の鏑矢で三面鬼を討ち取った。腹を据えかねた大嶽丸は田村丸に飛びかかるも、ソハヤノツルギによって二度目の首を落とされた。大嶽丸の首は天へと舞い上がって田村丸の兜に食らいつくが、兜を重ねて被っていたため難を脱し、大嶽丸の首はそのまま死んだ。残りの鬼たちは獄門にかけられ、大嶽丸の首は宇治の宝蔵に納められた。

## 風土記御用書出版

### 奥州七観音
奈良県桜井市初瀬にある長谷寺の霊験譚が記された鎌倉時代前期の仏教説話集『長谷寺霊験記』では、三迫の新長谷寺並びに六箇寺の由来が語られる。奥州三迫に長谷信仰を伝え、各地に新長谷寺を建立した勧進聖たちによって創出、管理されたこの説話は、田村麻呂の事績と結び付いて創られた。
『長谷寺霊験記』の成立から約400年後となる安永年間（1772年 - 1781年）に仙台藩がまとめた『風土記御用書出』の「華足寺書上」に所収される「田村将軍様奥州七ヶ所観音御建立由来之事」では、六箇寺のひとつで宮城県登米市東和町にある華足寺の縁起とともに奥州七観音の由来が記されている。この縁起の中に伊勢国鈴鹿山まで攻め登った鬼神として大武の名前が登場する。
『長谷寺霊験記』では東夷が常陸国まで攻めてくるのに対し、『風土記御用書出』では鬼神の大武が鈴鹿山に攻め上がるとある。他にも鈴鹿御前が登場していることなど、基本的構造は『長谷寺霊験記』を残しつつ、華足寺の縁起ではお伽草子『田村の草子』など後代の作品と交流したことで、新らたな物語の挿入や改変がされて大嶽丸が登場した。奥州七観音は、地域的には奥浄瑠璃『田村三代記』が語られた宮城県、岩手県が中心となる

### 気仙三観音
気仙地方では奥州七観音から派生した田村語りとして、気仙三観音の縁起に大嶽丸の残党と目される三鬼（早虎、金丈、猪熊）の残党退治譚が創出された。岩手県大船渡市猪川町の猪川観音（長谷寺）では「金丈」が、岩手県陸前高田市小友町の小友観音（常膳寺）では「早虎」が、岩手県陸前高田市矢作町の矢作観音（観音寺）では「猪熊」がそれぞれ退治されたと勧進由来で語られる。これらの根底には『長谷寺霊験記』にみられる東北地方の観音信仰があり、時代とともに御伽草子と結び付いたことで、大嶽丸についても様々な縁起のバリエーションが創出された。

## 奥浄瑠璃版
奥浄瑠璃『田村三代記』のあらすじは、室町時代の京都で生まれた『田村の草子』が江戸時代の東北地方に伝わると、これをベースにして近世の伊達藩を中心に奥浄瑠璃として拡大・再生された内容となる。「達谷窟が岩屋に御堂を建立して毘沙門天を納めた」など、『吾妻鑑』をはじめ、古くから東北地方で知られた坂上田村麻呂伝説に準えた内容がふんだんに取り入れられ、東北地方に即した改変がなされているのが特徴である。

### 『田村三代記』
仁明天皇の時代、伊勢国鈴鹿山に天降った立烏帽子が日本を覆そうとし、日本には立烏帽子に劣らぬ鬼神もいた。二人が協力すると日本は全滅するため、帝は田村丸利仁に立烏帽子征伐を命じた。立烏帽子は日本を魔国にするため、大嶽丸に度々協力の手紙を出したが返事がなく、立烏帽子を討つのに心迷った田村丸と夫婦となって子ももうけ、悪心を改めて日本の悪魔を静めるとした。田村丸に近江国鎌ヶ原の明石の高丸討伐が命じられ、常陸国鹿島の浦、ちくらが沖の「大りんが窟」へと追い詰め、立烏帽子の加勢で高丸を打ち、死骸を海中から引き上げて備前国に葬って供養し、塚の上に「木ひつの宮の大明神」を勧請した。田村丸夫婦は伊勢国へと帰るが、田村丸と夫婦となり、共に高丸を討ったことを怨んだ大嶽丸が立烏帽子を拐いにきた。立烏帽子は大嶽丸の力を弱くするために自ら捕らわれて田村丸に討ちとらせると教え、二人は泣く泣く別れた。
翌年、奥州霧山の天上に大嶽丸が現れて日本から人種が絶滅すると加茂明神の神勅が出たため、田村丸に大嶽丸征伐の宣旨が下った。田村丸は都の数々の神仏に祈願、家来の霞野忠太とともに能い馬に乗って大空を天翔けて奥州へ出立した。神通力で田村丸の奥州への到着を知った立烏帽子が、大嶽丸は天竹の「かんひら天王」と協力して日本を覆すため留守であることを教え、大嶽丸の500の眷属を神通の縄にかけて縛り、達谷が窟の門を開けて田村丸を奥へと案内し、その夜を2人で過ごした。天竹から帰ったきた大嶽丸は立烏帽子が田村丸を誘き入れ、眷属どもをしばってることに気付いて怒り、門を打ち破って丁と横手を合わすと眷属の縄が残らず解けた。大嶽丸は「田村丸主従と立烏帽子を木っ端微塵にするのは容易いが、大望を思い立つ身で賤しき者の死屍を見ては成就せぬ。霧山禅定に籠って、立烏帽子に溺れて失った三明六明の神通力を取り戻し、都で帝を微塵してやる」と飛び出し、霧山に籠ってしまった。田村丸と立烏帽子は大通連、小通連、剣明剣、そはやの剣を虚空へ投げ掛けて大嶽丸の眷属の鬼神を残らず討った。大嶽丸が霧山に3日籠れば三明六明の神通力を得て都へ上がってしまうが、山に籠ってる間に人に会うと成就しない。田村丸と立烏帽子は霧山へ急ぎ、田村丸が尋常に顕れて勝負を遂げんと大声で叫ぶと、仁王立ちで現れた大嶽丸がからからとうち笑い「己らを微塵にするのは容易いが、賤しき者の死屍を見ては我の大望の妨げになるゆえ、此処も許す。後に思いしらせん」と叫んで姿を消した。立烏帽子は神通力を改めるには遠くまで行かない、箟嶽山の「きりんが窟」であろうと教え、主従3人は箟嶽山を目指し急いだ。。
箟嶽山に着いたものの立烏帽子の神通力も通じず、きりんが窟の戸口を見つけることは出来なかった。3人は仏神に祈ると窟の扉は鉄でつなぎとめられ、大嶽丸は身動きできず、動くのは両目ばかり。大嶽丸は霧山で微塵にしていればと怒り嘆く。田村丸は大通連、小通連、顕明連、そはやの剣を投げて観音に祈ると、剣は虚空を切って廻り、大嶽丸の骸を4つ切りにした。大嶽丸の首は天に舞い上がり「この無念を田村丸利仁で晴らす」と火焔を吹いて5度飛び回って田村丸の甲のてっぺんを喰い切り、奥州と出羽の境に飛んでいき、その地は「鬼首（おにこうべ）」と呼ばれた。大嶽丸の死骸は土地の人たちと佐沼の郷へ運び、死骸を守るために霞野忠太を残して、田村丸夫婦は伊勢の御殿へと帰った。
立烏帽子は数日後に天命が尽きると言い、田村丸は泣く泣く都へ参内して鬼神を封じる宣旨が下った。田村丸は比叡山の座主・慈覚僧正と吉田社家を伴って奥州へと向かった。達谷が窟では慈覚僧正が7日7夜の護摩を焚き、吉田社家が108体の毘沙門天を造立した。箟嶽山ではきりんが窟を平らにして大嶽丸の首を築きこめて塚に観音堂を建て、無夷山箟峰寺の額をかけた。牧山には胴を築きこめて塚を造り、観音堂を建立した。富山にも足を築きこめて観音堂を建て、佐沼の郷の大嶽丸の死骸を置いたところにも手を入れて塚を築き地名を大嶽として観音堂を建立した。箟嶽山、牧山、富山、大嶽には慈覚僧正が自ら造った観音が祀られた。

### 舞台と伝承地
『田村の草子』は、田村麻呂が清水観音の加護で鈴鹿山の鬼神を退治する謡曲『田村』を元に、『鞍馬蓋寺縁起』『神道集』『大江山絵詞』などの影響がみられる。『田村三代記』で舞台が東北に拡大したのは、田村丸に蝦夷征討の征夷大将軍・坂上田村麻呂のイメージがあったからと考えられる。『田村の草子』での鈴鹿山は鈴鹿御前・大嶽丸・高丸が出現する重要な舞台であり、『田村三代記』でも立烏帽子を出現させている。しかし『田村の草子』で悪路王・再生した大嶽丸が出現する陸奥国、高丸が逃げる信濃、富士山、外が浜などの描写は地名を羅列するにとどまり抽象的である。対して『田村三代記』では、東北の描写が詳しくなる。特に重要な舞台になる常陸国鹿島の浦は『田村の草子』では出てこない。
『田村三代記』で首塚を築いて観音堂を建てた箟岳観音（箟峯寺）、胴塚を築いて観音堂を建てた牧山観音（梅渓寺）、足塚を築いて観音堂を建てた富山観音（大仰寺）は奥州三観音（田村三観音）と呼ばれる。このうち箟岳観音と牧山観音は、手塚を築いて観音堂を建てた佐沼郷の大嶽観音（興福寺）とともに奥州七観音にも数えられる。
鬼首は現在の宮城県大崎市鳴子温泉鬼首にあたる。もとは『陸奥話記』に記述される古戦場の「鬼切部」がなまったもので、鳥海山の神が斬った鬼の首が飛んできて落ちたという伝説から『田村三代記』に取り入れられた。

## 地方伝説

### 三重県・滋賀県
三重県と滋賀県にまたがる鈴鹿峠一帯には、坂上田村麻呂による鈴鹿山の鬼神討伐の足跡が数多く残されている。
江戸時代に刊行された『伊勢参宮名所図会』の「鈴鹿山」によると鈴鹿峠の鏡岩を挟んで伊勢側に鈴鹿神社が、近江側に田村明神が描かれている。京と丹波の境に位置する愛宕山の勝軍地蔵菩薩同様に田村将軍を将軍地蔵とみなして祀ることで、田村将軍と鈴鹿権現を一対とした塞の神信仰が古くから存在していた。鈴鹿峠には今も鈴鹿神社、田村神社が合祀された片山神社が鎮座する。
滋賀県甲賀市には、鈴鹿山の悪鬼を平定した田村麻呂が祀られた田村神社があり、討伐の報恩のために堂宇を建立して毘沙門天を祀ったという櫟野寺、東近江市には十一面観世音菩薩の石像を安置して鬼神討伐の祈願をした北向岩屋十一面観音、討伐した大嶽丸を手厚く埋葬したという首塚の残る善勝寺が点在している。

### 兵庫県
兵庫県加東市にある清水寺には、蝦夷の逆賊高麿を討取り、鈴鹿山の鬼神退治を遂げた事に報謝した坂上田村麻呂より、騒速と副剣2振りが奉納されたとの寺伝があり、御伽草子でソハヤノツルギを用いて大嶽丸の首を斬り落とした物語が仮託される。現在は「大刀 三口、附拵金具十箇」として国の重要文化財に指定されて同寺が所蔵し、東京国立博物館で保管されている。

## 解説

### 悪路王との関係
伊能嘉矩は、各地の伝承に見える大嶽丸・大竹丸・大武丸・大猛丸の名はみな転訛であり、大高丸→悪事の高丸→悪路王と通じるので、つまりは本来ひとつの対象を指していたと結論している。
しかし大嶽丸の名前は『鈴鹿の草子（田村の草子）』より以前の例がみられない事から、東北各地に残る大嶽丸の伝説は『田村の草子』が東北地方に持ち込まれて以降に社寺縁起として採り込まれたものであり、伊能の説は否定される。また『田村の草子』では悪路王を退治するのは田村丸俊宗の父である俊仁将軍で、妻・照日御前をさらった悪路王を鞍馬山の毘沙門天から授かった剣で退治する。そのため物語では悪路王、高丸、大嶽丸はそれぞれ別の鬼として扱われている。

### 大武丸との関係
阿部幹男は、岩手山の縁起に見える陸奥国霧山の大武丸は南部氏が盛岡に本拠を構えた近世に江戸や上方で興隆した古浄瑠璃から新たに本地譚が創出され、その影響から発生した坂上田村麻呂伝説ではないかとしている。
内藤正敏は、京都の『田村の草子』では酒呑童子のイメージで描かれているが、東北の『田村三代記』では岩手山縁起をとり入れて岩手山の地主神のように変質しているとしている。

### 三大妖怪
文化人類学者、民俗学者の小松和彦は、今日では鈴鹿山の大嶽丸の名はあまり知られていないものの、かつての京の都では大江山の酒呑童子と並び称されるほどの妖怪・鬼神であったとし、もっとも恐ろしい妖怪はどれか「もし中世の人びと、それも都人にたずねたら、次の三つの妖怪の名があがるだろう」として酒呑童子、玉藻前、大嶽丸を挙げている。
小松は、三大妖怪が傑出した妖怪とみなされた背景として、これらの妖怪に対して特別の扱いがあったのではないかと見ている。小松の挙げた三大妖怪は、退治された後には支配者（京の天皇を中心とする民衆）の「宝物」であるため、支配者の権力を象徴する「宝物倉」に遺骸や遺骸の一部が納められたという共通点を述べている。この宝物倉は藤原頼通が建立した宇治の平等院の宝蔵である。
また、鬼の首や狐の遺骸を宝物倉に納めるのは、魚拓や剥製と同様の考えに基づくと戦勝の記念品と解釈でき、中世において退治された数ある妖怪の内で宝蔵の所有者がこの三妖怪の霊力に勝る武力・知略・神仏の加護を示すために、宇治の宝蔵に収める価値のあるほどの大妖怪だったと考察している。

## 大嶽丸を題材にした作品

### 能
- 『田村』 （たむら）
- 『鈴鹿山』 （すずかやま）

### 御伽草子
- 『田村草子』 （たむらのぞうし）
- 『鈴鹿草子』 （すずかのぞうし）

### 古浄瑠璃
- 『坂上田村丸誕生記』 （さかのうえのたむらまるたんじょうき）

### 土佐浄瑠璃
- 『鈴鹿山大嶽丸』 （すずかやま おおたけまる）

### 奥浄瑠璃
- 『田村三代記』 （たむらさんだいき）
- 『田村二代記』 （たむらにだいき）

### 芸北神楽(大森神楽団)
- 『鈴鹿山～三明の剣』 （すずかやま　三明の剣）

### 石見神楽(大屋神楽社中)
- 『達谷窟』 （たっこくのいわや）

### 楽曲
- 『大嶽丸』 (おおたけまる)/陰陽座

### ラノベ
- 『東京レイヴンズ』 （とうきょうれいゔんず）

### 原典
1. ↑  『長谷寺霊験記』下 第5「田村将軍得馬勝軍建立新長谷寺事」
2. ↑  『風土記御用書出』「田村将軍様奥州七ヶ所観音御建立由来之事」